# Památník tří odbojů (Olomouc)
Památník tří odbojů je socha od českého akademického sochaře a restaurátora Bohumila Teplého (1932–2020). Nachází se před Právnickou fakultou Univerzity Palackého v Olomouci v Olomouckém kraji.

## Popis a historie díla
Památník tří odbojů je sedmimetrový žulový kvádrový obelisk s kovovou vlnovkou evokující ptačí křídlo umístěnou na vrcholu jako symbolu volnosti a svobody. Památník byl slavnostně odhalen na vydlážděném prostranství před budovou právnické fakulty u příležitosti oslav státního svátku Den boje za svobodu a demokracii a Mezinárodní den studenstva, 17. listopadu 2004. Dílo vzniklo z iniciativy města Olomouce, Českého svazu bojovníků za svobodu, Československé obce legionářské, Svazu Pomocných technických praporů – Vojenské tábory nucených prací České republiky (svaz PTP–VTNP), Konfederace politických vězňů České republiky a Vojenský spolek rehabilitovaných AČR. Památník připomíná úsilí a utrpení občanů v odbojích. Symbolicky bylo dílo umístěno na třídě 17. listopadu, tedy na místě, kde v období sametové revoluce, v rámci protestů proti komunistickému režimu v Československu v listopadu 1989, vytvořila veřejnost památnou zeď z papírových krabic.
Na obelisku je nápis:
| „ | BOJOVNÍKŮM ZA SVOBODU A DEMOKRACII VDĚČNÁ OLOMOUC | “ |

## Galerie

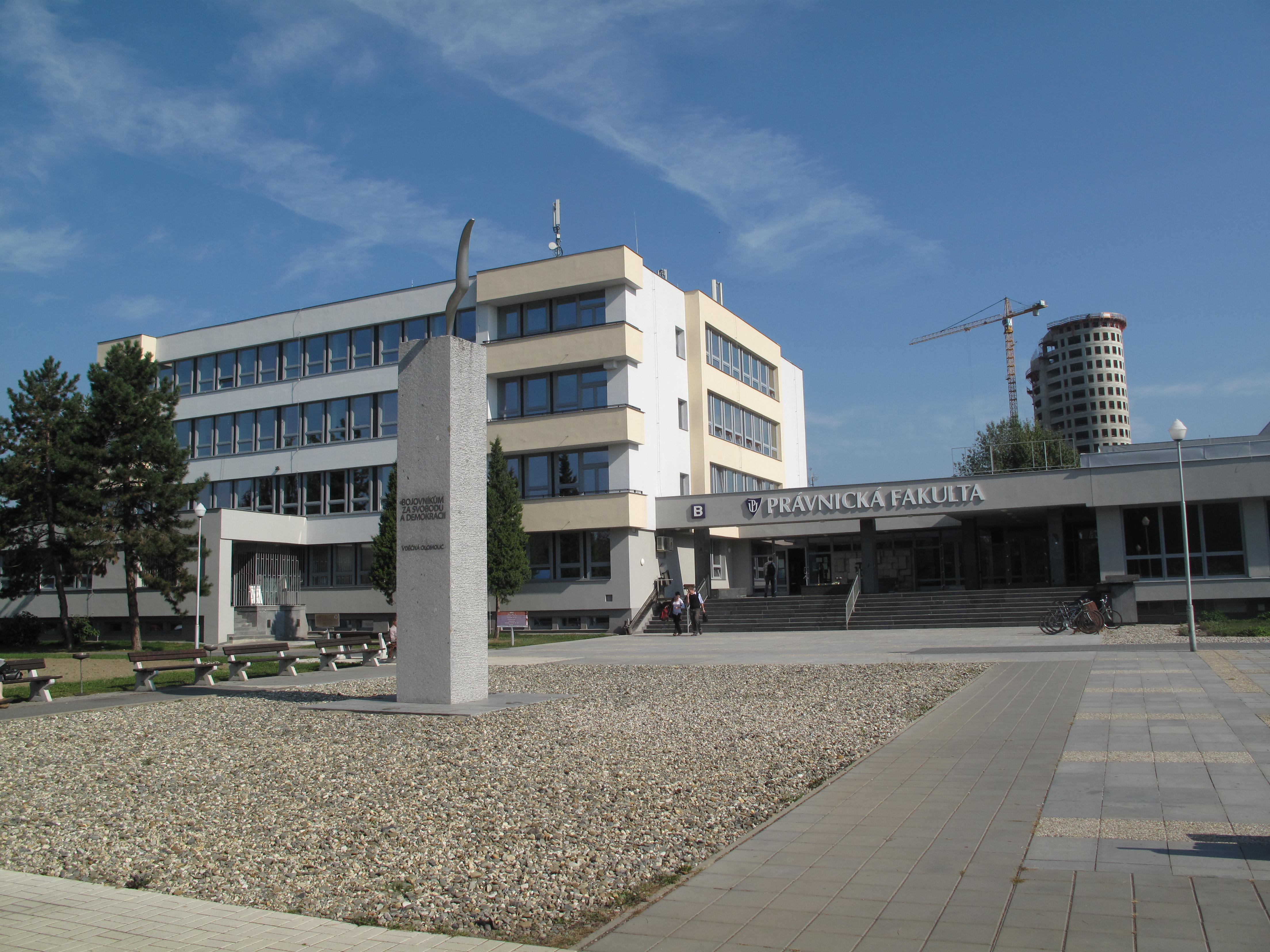